# کفرفو
کفرفو (به عربی: کفرفو) یک منطقهٔ مسکونی در لبنان است که در استان شمالی لبنان واقع شده‌است.

## خصوصیات
کفرفو ۶۰۷ متر بالاتر از سطح دریا واقع شده‌است.